# Inferno in diretta
Inferno in diretta é um filme italiano de 1985, dos gêneros aventura, ação e terror, dirigido por Ruggero Deodato.

## Sinopse
Repórter e cinegrafista investigam pistas sobre o desaparecimento de seu chefe e acabam descobrindo uma série de assassinatos que os conduz à selva venezuelana, esconderijo de um tirano que comanda um cartel protegido por um exército de canibais.

## Elenco
- Lisa Blount ... Fran Hudson
- Leonard Mann ... Mark Ludman
- Willie Aames ... Tommy Allo
- Richard Lynch ... cel. Brian Horne
- Richard Bright... Bob Allo
- Michael Berryman ... Quecho
- Eriq La Salle 	... Fargas
- Gabriele Tinti ... Manuel
- Valentina Forte ... Ana
- John Steiner ... Vlado
- Karen Black ... Karin
- Barbara Magnolfi ... Rita
- Luca Barbareschi ... Bud, o piloto do helicóptero